# Макконнелл, Билли
Уильям Дэвид Роберт (Билли) Макконнелл (англ. William David Robert (Billy) McConnell, 19 апреля 1956, Ньюри, Ньюри и Мурн, Северная Ирландия, Великобритания) — ирландский и британский хоккеист (хоккей на траве), защитник. Бронзовый призёр летних Олимпийских игр 1984 года.

## Биография
Билли Макконнелл родился 19 апреля 1956 года в британском городе Ньюри в Северной Ирландии.
Играл в хоккей на траве за «Ньюри Олимпик», «Белфаст ИМКА», Ольстер и «Голливуд-87» из Белфаста.
В 1978 году в составе юниорской сборной Ирландии завоевал серебряную медаль чемпионата Европы.
С 1979 года выступал за сборную Ирландии, в 80-е годы защищал цвета сборной Великобритании.
В 1984 году вошёл в состав сборной Великобритании по хоккею на траве на летних Олимпийских играх в Лос-Анджелесе и завоевал бронзовую медаль. Играл на позиции защитника, провёл 7 матчей, мячей не забивал.
Дважды выигрывал медали Трофея чемпионов — бронзу в 1984 году, серебро в 1985 году.
После окончания игровой карьеры стал тренером. В 2007—2010 годах тренировал «Пегасус» из Белфаста, затем работал с «Куинс Юнивёрсити» из Белфаста.

## Семья
Дочь Билли Макконелла Кейт Макконнелл также играет в хоккей на траве. Была капитаном «Пегасус», где выступала в том числе под руководством отца.

## Увековечение
В 2010 году введён в Зал славы Ирландской хоккейной ассоциации.